# آکیکو سودو
آکیکو سودو (انگلیسی: Akiko Sudo؛ زادهٔ ۷ آوریل ۱۹۸۴) بازیکن فوتبال اهل ژاپن است.
وی همچنین در تیم‌های ملی فوتبال زیر ۲۰ سال ژاپن زنان ژاپن بازی کرده‌است.